# Acer trautvetteri
Acer trautvetteri é uma espécie de árvore do gênero Acer, pertencente à família Aceraceae.